# Live Earth
Live Earth je bio događaj razvijen radi povećanja svesti o životnoj sredini kroz zabavu.

## Zaleđina
Kevin Vol, producent nagrađen Emi nagradom, je osnovao Live Earth u partnerstvu sa bivšim američkim potpredsednikom Al Gorom, polazeći od uverenja da zabava ima moć da prevaziđe socijalne i kulturne barijere i da pokrene svetsku zajednicu na akciju. Live Earth nastoji da iskoristi snagu zabave putem integrisanih događaja, medija i iskustva uživo kako bi se podstakao globalni pokret usmeren na rešavanje najkritičnijih ekoloških pitanja našeg doba.

## 2007
Prva serija dobrotvornih koncerata održana je 7. jula 2007. Koncerti su okupili više od 150 muzičkih nastupa na jedanaest lokacija širom sveta i emitovani su masovnoj globalnoj publici putem televizije, radija i direktno preko interneta.

## Indiјa 2008
Drugi koncert Live Earth bio je zakazan za 7. decembar 2008. godine u sportskom kompleksu Anderi na Vira Desaj ulici u Anderi Vest, Mumbaj, Indija, a njime je upravljao Kevin Vol koji je, po zahtevu bivšeg američkog potpredsednika Al Gora, isplanirao da se ceo događaj održava u Indiji. U septembru 2008. Rojters je izjavio da će „scenu u decembru videti američki roker Džon Bon Džovi i Bolivudska najveća superzvezda Amitab Bačan, i organizatori su to opisali kao jedan od najvećih događaja koji se održavaju u Indiji”. Šekar Kapur, nobelovac Radžendra Pačauri, Abišek Bačan i Ajšvarija Raj takođe su planirali da učestvuju u ovom događaju. Dodatni akti bi uključivali Šankar-Ehsan-Loj, Ritik Rošana, Prejti Zintu, Rodžer Vatersa iz Pink Flojda, will.i.am, Hard Kaur i Anouška Šankar. Palaš Sen je izjavio da je njegov bend Euforija planirao da lansira pesmu napisanu za koncert na temu globalnog zagrevanja.
Live Earth bi emitovala STAR TV, koja radi zajedno sa kanalom STAR Plus (Ujedinjeno Kraljevstvo, Bliski Istok) i Star Vorld kanalom. MSN bi bio „ekskluzivni globalni širokopojasni partner za Live Earth Indiju”.
Koncert je otkazan ubrzo nakon napada na Mumbaj u novembru 2008. 26. novembra 2008. Vol, Gor i Pačauri su izjavili u zajedničkom saopštenju za štampu da, „zbog okolnosti koje su daleko van naše kontrole, s tugom objavljujemo da je Live Earth Indija odkazan. Mi ćemo i dalje raditi na rešenjima klimatske krize za dobrobit ljudi u Indiji i širom sveta. Ali za sada su naše misli i molitve sa žrtvama ovog strašnog napada, sa ožalošćenima, sa stanovnicima Mumbaja i sa svima u Indiji.” Neki su se zalagali protiv otkazivanja navodeći da je „muzika mogla da pomogne očvrslom Mumbaju da prebrodi oluju”. Jetro Tal i Anoushka ShankarAnouška Šankar, koji takođe otkazali svoj koncert u Mumbaju 29. novembra nakon napada u Mumbaju u novembru 2008. godine, reorganizovali su nastup kao Koncert milijarde ruku, dobrotvornu performanu za žrtve napada, i održali ga u Mumbaju 5. decembra 2008.

## trka za vodu
trka za vodu odvila se 18. aprila 2010, i sastojala se od serije od 6 km trka/šetnji (prosečna udaljenost koju mnoge žene i deca svakodnevno prelaze da bi osigurali vodu) koje su se odvijale tokom 24 sata u zemljama širom sveta. Ovim događajem su bili obuhvaćeni koncerti i obrazovne aktivnosti o vodi usmerene na podsticanje prekretnica za pomoć u rešavanju vodene krize. Džesika Bil, Aleksandra Kusto, Pit Venc, Anželik Kidžo i Dženi Flečer su donirali svoj uticaj i vreme kao podršku.

### Kontroverze
Pre i nakon događaja postojala je zabrinutost zbog sponzorstva trke za vodu od strane kompanije Dau Hemikal, čije je sponzorstvo ovog događaja opisano kao „ultimatna ekomanipulacija“, imajući u vidu na njeno vlasništvo nad Junion Karbidom, njihovo odbijanje da očiste Bopal lokaciju, kao i njihovu direktnu odgovornost za incidente trovanja podzemne vode u Morisonvilu u Luizijani i reci Titabavasi u Mičigenu. Njihova široko publikovana postrojenja za filtriranje vode u Indiji nisu bila uspešna, jer lokalno stanovništvo ne može da priušti zamenu skupih visokotehnoloških filtera.

### Gradovi domaćini
trka za vodu je bila ugošćena u oko 200 gradova širom sveta, uključujući: Amsterdam, Atlantu, Brisel, Buenos Ajres, Kairo, Kejptaun, Čikago, Čungking, Kopenhagen, Hongkong, Istanbul, Džakartu, Jerusalim, Džimbaran, Karači, Limu, Lisabon, Los Anđeles, Manilu, Melburn, Meksiko Siti, Mineapolis, Monterej, Montreal, Njujork Siti, Rio de Ženeiro, Sao Paulo, San Diego, Santiago, Santo Domingo, Sijetl, Singapur Siti, Sidnej, Toronto, Vankuver i Vašington.

#### Performanse uživo
Mnogi gradovi su organizovali zabavu uživo nakon 6K trčanja/šetnje. Među umetnicima su bili Melisa Eteridž u Los Anđelesu sa The Roots; specijalni gost Džon Ledžend u bruklinskom Prospekt parku; Rob Tomas u Atlanti; Kolektiv Sol sa specijalnim gostom Semom Murom u Čikagu; Kani Garsija u Meksiko Sitiju; Kevin Johansen i The Nada u Buenos Ajresu; i Slank na Baliju.

#### Otkazivanja i protesti
Demonstracije protiv trke bile su planirane od strane Međunarodne kampanje za pravdu u Bopalu. Sponzorstvo trke za vodu od strane firme Dow izazvalo je proteste organizacija koje predstavljaju žrtve Bopalske tragedije, uz podršku Amnesti internašonal. Planirani događaji su takođe otkazani u Milanu.
U Nju Delhiju, protiv ovog događaja je protestvovala grupa aktivista koji su prikrili svoje učešće stvaranjem fiktivne pokrovne organizacije, Saveza za kornjače Hindustanskog mora, kako bi registrovali svoje učešće kod Live Earth.

### Korisnici
Sve donacije prikupljene putem programa Dow Live Earth trka za vodu distribuirane su za finansiranje održivih i skalabilnih programa za vodu. Rastuća globalna mreža partnera iz nevladinih organizacija, uključujući Globalni vodeni izazov, Prava dece, Akvo, , Indonezijsko partnerstvo za vodu, Lien Aid, Pump Aid, Trust za zaštitu divljine, i mnogi drugi.